# Sifnos (gmina)
Sifnos (gr. Δήμος Σίφνου, Dimos Sifnu) – gmina w Grecji, w administracji zdecentralizowanej Wyspy Egejskie, w regionie Wyspy Egejskie Południowe, w jednostce regionalnej Milos. W jej skład wchodzi między innymi wyspa Sifnos. Siedzibą gminy jest Apolonia. W 2011 roku liczyła 2625 mieszkańców.